# Magnolia Network
Magnolia Network (bis 5. Januar 2022 DIY Network) ist ein US-amerikanischer Fernsehsender des Medienunternehmens Warner Bros. Discovery. Das Sendeprogramm dreht sich hauptsächlich ums Selbermachen (Do it yourself).
Das Sendermotto ist The Dirtiest Network (etwa: Der dreckigste Sender).
Am 5. Januar 2022 wurde der Fernsehkanal von Chip und Joanna Gaines, den Protagonisten der abgesetzten Reality-TV-Serie Fixer Upper – Umbauen, einrichten, einziehen!, übernommen und in Magnolia Network umbenannt.

## Programm
Das Hauptprogramm umfasst vor allem die Bereiche Heimwerken im und ums Haus, wie Reparaturen, Umbau und Garten. Weitere Sendungen drehen sich z. B. um Arbeiten am Fahrzeug, Holzbearbeitung, Stricken und Scrapbooking.
Einige Serien werden beim deutschen Sender sixx, Prosieben Maxx und auf HGTV (Deutschland) über Waipu tv ausgestrahlt.

## Sendungen (Auswahl)
- Barnwood Builders
- BATHtastic
- Bath Crashers
- Blog Cabin
- Cool Tools
- Design Down Under
- Ed the Plumber
- Kitchen Crashers
- Man Caves
- Mega Dens
- Million Dollar Contractor
- My First Renovation
- Renovation Realities
- Sledgehammer
- Sweat Equity
- Texas Flip and Move
- The Vanilla Ice Project
- Yard Crashers